# Javier Cosnava
Javier Cosnava (Hospitalet de Llobregat, 1971) es un historietista, guionista y escritor  español.

## Biografía
Se formó como historiador. Reside en Asturias desde hace años.
A finales de 2006 comenzó a colaborar con el dibujante Toni Carbos, logrando una veintena premios en el ámbito del cómic en apenas año y medio.

### Obras Digitales
- La Segunda Guerra Mundial
- Policial-histórica en la segunda guerra mundial, protagonizada por Otto Weilern
- Héracles y Agatha, basada en la vida de Agatha Christie
- El joven Adolf Hitler
- La noche que Himmler conoció a Borges

### Antologías
- Postales desde el fin del mundo (Editorial Universo)
- Legendarium II (Editorial Nowtilus)
- Fantasmagoria (Editorial Nowtilus)
- Vintage´62 (Editorial Sportula)
- Vintage´63 (Editorial Sportula)
- ANTOLOGÍA Z VOLUMEN 6 (Editorial Dolmen)
- El Monstre i CIA (Editorial Brau)
- La Jugada Fosca (Editorial Brau)
- Historia se escribe con Z (Kelonia Editorial)

## Premios y reconocimientos
Ha ganado más de treinta premios literarios, destacando:
- Noviembre de 2006:  Ciutat de Cornellà de còmic
- Diciembre de 2006: Certamen còmic i medi ambient de la Universitat de València
- Abril de 2007: Serra i Moret de la Generalidad de Cataluña
- Noviembre de 2007: Josep escobar de cómic de Granollers
- Noviembre de 2007: Ciudad de Tomelloso de cómic contra la droga
- Abril de 2008: Concurso nacional de cómic «Ciudad de Torrelavega»
- Mayo de 2008: Concurso de cómic Ciudad de Alcorcón
- Julio de 2008: Premio de cómic La Ballena (Parla)
- Septiembre de 2008: Concurs de còmics de Calldetenes
- Octubre 2009: Premio Haxtur en el Festival de Gijón de cómic a la «mejor historia corta publicada en España» por Un buen hombre
- Abril de 2011: Concurso «Ganorabako» de Basauri
- Junio de 2012: Certamen nacional de cómic de Getafe
- Enero de 2013: Ciudad de Palma de Novela Gráfica
- Febrero de 2019: Gran premio de cómic del festival de St Etienne (Francia)